# Zolllager (Dundee)

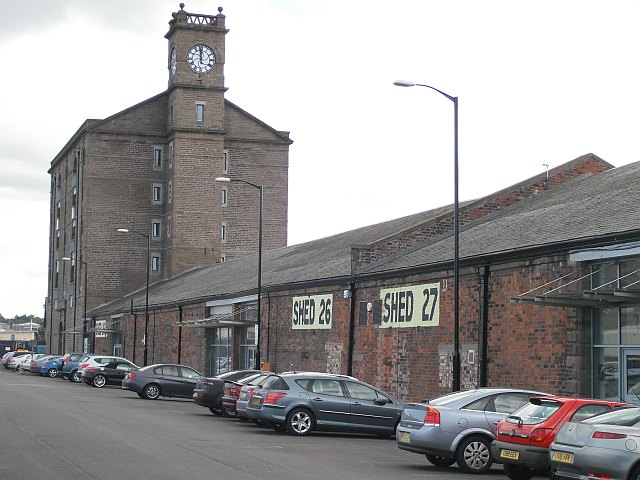
Zolllager von Dundee

Das Zolllager von Dundee ist ein ehemaliges Zolllager in der schottischen Stadt Dundee in der gleichnamigen Council Area. 1989 wurde das Bauwerk in die schottischen Denkmallisten in der höchsten Denkmalkategorie A aufgenommen.

## Geschichte
Das Gebäude wurde im Jahre 1877 errichtet. Für den Entwurf zeichnet der in Dundee ansässige Architekt David Cunningham verantwortlich. Der Bodenspeicher wurde gemischt genutzt, als allgemeines Lagerhaus und als Kornspeicher. Möglicherweise wurde er zunächst als gewöhnlicher Hafenspeicher genutzt und erst später zu einem Zolllager umfunktioniert. Neben den Speichern in den Häfen von Greenock, Glasgow und Edinburgh handelt es sich bei dem Zolllager von Dundee um den einzigen erhaltenen Hafen-Bodenspeicher in Schottland.

## Beschreibung
Das fünfstöckige Zolllager steht an der Nordostecke des Victoria Docks. Seine längeren Nord- und Südfassaden sind fünf Achsen weit. Im Erdgeschoss befinden sich mittig Eingangstüren mit elliptischen Bögen mit Schlusssteinen. Mit Ausnahme der Portale sind die Fassaden im Bereich des Erdgeschosses schmucklos. Die zu Drillingen gekuppelten Fenster der Obergeschosse auf den Achsen 1,3 und 5 sind in rundbogigen Aussparungen eingelassen.
Am Westgiebel ragt zentral ein sechsstöckiger Turm mit quadratischem Grundriss auf. Im obersten Turmabschnitt sind Turmuhren eingelassen. Der Turm schließt flach mit einer Steinbalustrade. Die Gestaltung der Ostfassade deutet auf mögliche Pläne zur Erweiterung des Hafenbeckens hin. Das abschließende Satteldach ist mit Schiefer eingedeckt.